# コントラ・マッチ
コントラ・マッチ（contra match）は、メキシコのプロレス「ルチャリブレ」で行われる試合形式、あるいはその形式を取ったプロレスでの試合形式を指す。「コントラ」とは、スペイン語で「〜対〜」を表す語である。

## 概要
ルチャリブレにおいて、覆面レスラーのマスクは重要な存在として考えられていて、覆面を奪われることは死と同じと考えるものもいる。そのため、レスラー同士の因縁などの決着戦として、お互いの覆面を賭けた試合が行われる。これをマスカラ・コントラ・マスカラ（Máscara Contra Máscara）と呼ぶ。また、素顔のレスラーの場合、自らの髪の毛を賭けた試合を行う。ルチャの世界で坊主とは"この上ない恥(屈辱)"のことを指すため、覆面レスラーと素顔のレスラーのコントラ・マッチでは互いの覆面と頭髪が賭けられ、これはマスカラ・コントラ・カベジェラ（Máscara Contra Cabellera）と呼ばれる。
ここから転じて、お互いの大切なものを賭けた試合を「○○コントラ××」の形式で呼び、敗者が大切なもの（多くはその時に使用しているギミック）を失う、という形式の試合が生まれた。このような由来を持つため、日本ではルチャ的な要素を持つみちのくプロレスや闘龍門系の団体（DRAGON GATEなど）でよく行われる。

## 主なコントラ・マッチ
- マスカラ・コントラ・マスカラ（お互いのマスクを賭ける）
- マスカラ・コントラ・カベジェラ（一方はマスク、もう一方は髪の毛を賭ける）
- カベジェラ・コントラ・カベジェラ（お互いの髪の毛を賭ける）
  - 日本では一般的に「髪切りマッチ」と呼ばれ、他にも「髪切りデスマッチ」、「敗者髪切りデスマッチ」、「カベジェラ戦」と呼ばれており、特に女子選手の試合で用いられる。
- カレーラ・コントラ・カレーラ（お互いのキャリア、つまりレスラーとしての経歴そのものを賭ける敗者引退マッチ）
  - 日本ではジャッキー佐藤VSマキ上田のビューティ・ペア対決が有名。敗れた上田はこれを最後に引退。

## 様々なコントラ・マッチ
前節に挙げた主要とされる形式の他、王座（カンペオナート）への挑戦権を得る代償として、挑戦者側が覆面や髪を賭けるなどの変則的な試合形式も行われる。その中でも特に有名な試合を以下に列記する。
- マスカラ&カレーラ・コントラ・テイトロ（一方がマスク&引退、一方がタイトルを賭ける。）

1993年7月24日、みちのくプロレス盛岡マッハランド大会でのUWAウェルター級選手権でのスペル・デルフィンVSザ・グレート・サスケ戦。挑戦者のサスケがウルトラウラカン・ラナで勝利。
- カーロ・コントラ・カーロ

1996年7月15日、AAAのトリプレマニア4でレイ・ミステリオJr.とフベントゥ・ゲレーラの間で行われた、お互いの愛車を賭けた試合。ミステリオが試合に勝利し、フービーの車を獲得した。
- モチヅキ・コントラ・モチヅキ

2002年2月、闘龍門JAPANで行われた望月享対望月成晃の、「望月」の名字を賭けたコントラ戦。敗者の望月享はその後リングネームを横須賀享に改名した。
- 逆カベジェラ・コントラ・カベジェラ

2002年7月、闘龍門JAPANで行われた新井健一郎対ペスカトーレ八木の敗者髪伸ばしマッチ。互いのトレードマークである坊主頭を賭けて戦うという、従来のカベジェラ戦とは全く逆の形式であり、おそらくプロレス史上初。試合は八木が敗れ髪を伸ばすこととなったが、その後、八木はリアルに頭が薄くなってしまい、坊主に近い髪型となった。
- 原人・コントラ・原人

2002年11月、みちのくプロレスで行われた、ヨネ原人対つぼ原人の試合。敗者山帰りマッチと銘打たれ、結果、敗れたヨネ原人が宮城県山中に強制送還された。
- スカジャン・コントラ・スカジャン

2003年3月、闘龍門JAPANで行われた、新M2KとDo FIxer（ともにスカジャンを着用していた）の決着戦。5対5のイリミネーションマッチで行われ、結果はM2Kの一人残し勝利。敗者のスカジャンは観客にプレゼントされた。
- キャバクラ・コントラ・カベジェラ

2003年11月、プロレスリング・ノアでのGHCジュニアヘビー級選手権試合で行われた形式。王者杉浦貴が負ければ大好きなキャバクラを封印し、挑戦者のKENTAが負ければ坊主になる。結果、杉浦が勝利してKENTAが坊主になった。
- バット・コントラ・アイパー

2004年8月28日、DRAGON GATEでセカンド土井とキャッチャー・フジイの間で行われた。フジイにバットを奪われた土井がそれを取り返すために土井が負けたらアイパーにするという条件で組まれた。試合は土井が敗れアイパーにさせられた。
- ヘビトラ・コントラ・ホモトラ

2005年5月、DDTプロレスリングで行われた試合。ポイズン澤田JULIE（「蛇界転生」ギミック）組対男色ディーノ（ホモギミック）組のキャプテン・フォールマッチ形式で行われた。結果、澤田が敗れ、「ポイズン澤田」に戻った。
- マスカラ・コントラ・カベジェラ・コントラ・離婚

2007年5月12日、DRAGON GATEのマッスル・アウトローズ自主興行「マッスル・ライヴ Vol.1」で行われた、Dr.マッスル対戸澤アキラ対ストーカー市川Zの3wayマッチ。結果は市川が敗れ、離婚届に署名をしたが、「離婚する権利を失った」ということで市川は離婚せずに済んだ。しかし市川はその後、同年9月に離婚してしまった。
- 貴重品・コントラ・貴重品

2005年10月5日、DRAGON GATEでCIMAとTAKAみちのくの間で行われた、お互いのパスポートと健康保険証および運転免許証を賭けた試合。以前CIMAにパスポートを焼かれて、WWFに戻れなくなったTAKAがCIMAに勝利し、リベンジに成功した。
- マスカラ・コントラ・ハドゲラ

2007年6月17日、ハッスルで行われたHG対天龍源一郎の間で行われ、HGがマスクをかけて対戦。結果は天龍が敗れ、ハードゲイのコスチュームを身に着けてリングに上がった。
- ノンブレ・コントラ・ノンブレ

2008年8月10日、OZアカデミーで行われたアジャ・コング対豊田真奈美の、お互いのリングネームを賭けた試合。アジャが勝利し、豊田は「豊田魔波」に改名する。
2011年6月3日、みちのくプロレスで行われたウルティモ・ドラゴン対気仙沼二郎の間で行われ、ドラゴンの勝利。沼二郎は「ケッセン・ヌーマ・ジローラモ」とドラゴンが命名。
- 解散・コントラ・トライアングルゲート（通常のタイトル戦だが、挑戦者チームが負けた場合はそのユニットは解散するという条件で行われる試合形式）

2007年2月にPos.HEARTS、2008年11月に戸澤塾、2011年4月にWORLD-1がそれぞれ試合に敗れて解散した。
- PAC・コントラ・PAC

2011年2月DRAGON GATEにて、WORLD-1に属していたPACをBlood WARRIORSが引き抜こうとしたことから行われた試合。Blood WARRIORSが勝てば移籍。WORLD-1が勝てば今まで通りというルール。Blood WARRIORSが勝ったが、PACが移籍を拒否し、Blood WARRIORSのリコシェとオープン・ザ・ブレイブゲート王座の防衛戦を行うことを条件にWORLD-1に残留した。
- ワイルド・コントラ・ワイルド

2011年9月19日、全日本プロレスにて大森隆男と征矢学との間で、ワイルドキャラを懸けて行われた。征矢が敗北し、ワイルドキャラを封印させられ、その影響でアジアタッグ王座まで転落。しかし後日、大森が征矢に「ワイルドを極めよう」と救いの手を差し伸べ、タッグチーム「GET WILD」を結成するに至った。
- ロメロスペシャル・コントラ・ロメロスペシャル

2011年10月26日、アイスリボンにてさくらえみと成宮真希との間でロメロスペシャルを懸けて行われた試合。成宮が敗れてロメロスペシャルを封印させられた。
- JWP入団・コントラ・タイ行き

2012年4月22日、JWP女子プロレスにて、米山香織とさくらえみの間で行われ、米山が負ければさくらとともにタイで普及活動を行い、さくらが負ければJWP入団となる試合。米山が敗れタイ行きとなった。
- 実年齢・コントラ・厚化粧

2012年5月4日、ユニオンプロレスにてチェリーとさくらえみwith紫雷美央の間で行われ、チェリーが負ければ実年齢を公開し、さくらが負ければ美央の化粧を落とすというもの（本来はチェリー対美央だったが、美央が負傷したためさくらが代役となった）。敗れたチェリーはパスポートを公開し、生年月日（1974年5月14日）をカミングアウト。
- チャンス・コントラ・チャンス

2014年4月17日、WRESTLE-1にて大和ヒロシが「チャンスが欲しい」と征矢学マッチメーカーに訴え、宮本和志との間で行われた試合。リング中央に置かれたチャンスフラッグを7分間の試合終了時に持っていた方を勝ちとするもの。これを制した大和はEWP王座挑戦権とCDデビューを勝ち取った。
- 愛してます・コントラ・愛してます

2014年12月21日、大日本プロレスにて宮本裕向とアブドーラ・小林の間で行われ、負けた方が「愛してますチョップ」を封印される。敗れた小林は「愛してますチョップ」を封印されたが、後日封印を解除された。
- インサイドアーミー・コントラ・ルーザーリーブタウン

2014年12月26日、REINA女子プロレスにて真琴とリン・バイロンの間で行われ、真琴が負けると華名軍入り、リンが負けると香港へ追放される試合。リンが勝利し、真琴は華名軍に加入させられた。